# 와키모토 고세이
와키모토 고세이(일본어: 脇本 晃成, 1994년 1월 8일 ~ )는 일본의 축구 선수이다.

## 구단 경력
그는 2016년부터 2024년까지 J리그의 카탈레 도야마, 이와테 그루자 모리오카에서 활동하였다.